# 楊永安
楊永安，南北朝末期氐族首長。
楊永安是沙州氐帥，在北周官至開府、上柱国。580年、王謙起兵反对执政的楊堅举兵，楊永安煽动利州、興州、武州、文州、龙州、沙州六州响应。北周大将軍達奚長儒将其在沙州击败。徐日輝认为楊永安被達奚長儒击败时，陰平国才正式滅亡。